# 社畜さんは幼女幽霊に癒されたい。
『社畜さんは幼女幽霊に癒されたい。』（しゃちくさんはようじょゆうれいにいやされたい）は、有田イマリによる日本の漫画作品。有田がTwitterで発表した本作が話題になった後、『月刊少年ガンガン』（スクウェア・エニックス）にて2019年9月号から連載中。夜遅くまで会社で仕事に勤しむ、いわゆる社畜な伏原さんと、伏原の体調を心配して家に帰らせようと試みる幼い幽霊たちのやりとりを描くコメディ。
2020年2月には単行本2巻の発売に合わせてPVが公開され、2022年にはテレビアニメが放送された。

## 登場人物
声の項はテレビアニメ版の声優。
伏原さん（ふしはらさん）
声 - 金元寿子
本作の主人公。ブラック企業に勤める社畜の女性。通称「社畜さん」。現時点では、下の名前は不明。どれだけの残業でも仕事をしなければならないと思っているが、無意識に大量のストレスを溜め込んでいる。普通の人間には見えない人ならざる存在を見る力を持つ。かわいいものには目がなく、日々幽霊ちゃんたちに癒されている。そして、そんな幽霊ちゃんたちに日頃の恩返しも考えている。
幽霊ちゃん（ゆうれいちゃん）
声 - 日高里菜
社畜である伏原さんの体調を心配する幼い少女の幽霊。本名は不詳で周囲からは「幽霊ちゃん」「幽霊」と呼ばれる。無理をして働く伏原さんを立ち去らせようとするが、いつも空回りしてしまうため逆に彼女のやる気を出させてしまう。最初は伏原さんの会社に住んでいたが、後に同居するようになった。伏原さんのことは「しゃちくさん」と呼ぶ。伏原さんを立ち去らせようとしている割には、実際にいなくなると寂しがる。幽霊なのになぜか食事ができる。ピーマンが苦手。会社員が持ち込む食事を「お供え物」と勘違いし持って行ってしまうため、「変な泥棒」と思われている。
いつ生まれていつ死んだのか、何故伏原さんの会社に住み着いていたのかは不明。作中の回想から、少なくとも明治時代を生きていたと思われる。そのためかクリスマスを知らない。
本人曰く「夏に生まれた」。
みゃーこ
声 - 小原好美
捨てられていたところを幽霊ちゃんが見つけ、伏原さんが自分の家に雨宿りさせた化け猫。黒髪で和装の少女の姿に変身することができる。幽霊ちゃんと共に伏原を癒そうとしている。幽霊ちゃんよりも精神年齢が高く料理が得意。伏原さんのことは「ご主人」と呼ぶ。猫としての実体があるためか、普通の人間からも見えている描写がある。寒さが苦手。
本人曰く「春に生まれた」。
倉橋 サツキ（くらはし サツキ）
声 - 内田真礼
伏原さんの隣人。職業は在宅のイラストレーターで、伏原と同じく人ならざる存在を見ることができる。ズボラな性格で、よく泣き言を言ってはリリィを呆れさせている。
リリィ
声 - 石原夏織
倉橋の家にいるメイドの幽霊。「〜デス」「〜マス」と語尾が片仮名になるのが特徴。だらしない倉橋には辟易しているが、なんやかんやで彼女のことは好き。伏原さんのことは「お姉様」と呼ぶ。
ミコ
声 - 小倉唯
「鬼の御子神」を自称する、鬼のような角と狐の尾を持つ神の使いで806歳。通称「ミコ様」。自身の神社に初詣に来た伏原さんから凶相が出ていることを見抜き、あの手この手で引っ越させようと企んだが失敗。だが伏原さんのアパートで火災が発生してしまったため、香織を手配して引っ越しを斡旋した。
こん、こん太（こんた）
声 - 金子彩花（こん）、那谷柊優（こん太）
ミコの従者をしている2頭の狐。こんは左目、こん太は右目が隠れた少年の姿に変身することができる。
天ヶ瀬 香織（あまがせ かおり）
声 - 井上麻里奈
伏原さんの旧友で不動産屋の娘。霊感が強い家系のため、小さい頃からミコが見えていた。住んでいたアパートが火事になった伏原さんに新しいマンションを紹介した。
コハル
声 - 井上喜久子
伏原さんと倉橋が引っ越してきたマンションの管理人の女性。その正体は幽霊。マルベリー（後にアメリアも加わる）と同居している。
マルベリー
フルネームは「マルベリー・ヴェローナ」で通称は「マル」。人間と死神のハーフだが、生まれてすぐ親に捨てられたため人間の魂を狩ったことがない。角（右耳側は欠けている）と悪魔のような尾を持つ。コハルの家で同居していたが、伏原さんと出会い彼女の心からストレスを取り除いたことで親しくなった。
アメリア
世話焼きな修道女の幽霊。最初は伏原さんの家に住んでいたが、後にコハルの家に移住することになり、マルベリーと友人になった。
春日井（かすがい）
伏原さんの上司の女性。人ならざる存在を認識できる。伏原さんと幽霊ちゃんが一緒にいたところを目撃した当初は厳しい態度を取ったが、怖がらせてしまったため可愛さに涙を流していた。素は博多弁である。禍々しい見た目のマルベリーのペットに遭遇した時には半泣きになっていた。
志乃（しの）
声 - 長谷川育美
伏原さんの後輩の女性。取引先からの急な発注により徹夜した際に幽霊ちゃんの立ち去れ攻撃を受けるが、姿を見ることはなかったために伏原さんの気遣いだと勘違いする。
かかさま
声 - 茅野愛衣
生前の幽霊ちゃんの母親。働き者で、生前の幽霊ちゃんは仕事に出掛ける彼女に弁当を作っていた。外見は伏原さんに似ていて、娘も「同じ香りがする」と評しているが、かかさまと伏原さんの関連性は描写が無く不明。
雪幼女（ゆきようじょ）
雪女の子供。小柄な幽霊ちゃんやみゃーこよりもさらに小さく、人語も片言でしか話せない。雪の日に父親の雪男とはぐれて迷子になっていたところを伏原さんたちに発見されたが、無事に再会することができた。
課長
声 - 高橋伸也
伏原さんの上司であり、全ての元凶。無理難題を押し付け、理不尽なことで𠮟責することから、伏原さんが社畜に陥る原因を作っている。
伏原さんにお盆休みを取らせるなど、完全に鬼畜というわけではない。

## 書誌情報
- 有田イマリ『社畜さんは幼女幽霊に癒されたい。』スクウェア・エニックス〈ガンガンコミックス〉、既刊12巻（2025年3月12日現在）
  1. 2019年8月9日発売[1][9]、ISBN 978-4-7575-6223-3
  2. 2020年2月12日発売[2][10]、ISBN 978-4-7575-6500-5
  3. 2020年7月10日発売[11]、ISBN 978-4-7575-6679-8
  4. 2020年12月11日発売[12]、ISBN 978-4-7575-6935-5
  5. 2021年6月11日発売[13]、ISBN 978-4-7575-7316-1
  6. 2021年11月11日発売[14]、ISBN 978-4-7575-7565-3
  7. 2022年4月12日発売[15]、ISBN 978-4-7575-7874-6
  8. 2022年10月12日発売[16]、ISBN 978-4-7575-8197-5
  9. 2023年5月11日発売[17]、ISBN 978-4-7575-8566-9
  10. 2023年12月12日発売[18]、ISBN 978-4-7575-8955-1
  11. 2024年7月11日発売[19]、ISBN 978-4-7575-9297-1
  12. 2025年3月12日発売[20]、ISBN 978-4-7575-9732-7

## テレビアニメ
2021年6月にアニメ化が発表され、2022年4月から6月までAT-Xほかにて放送された。ナレーションは、「今週の『可愛い。』担当」と題して毎回異なる声優が担当する。

### スタッフ
- 原作 - 有田イマリ[4]
- 監督 - 南原玖宇[4]
- シリーズ構成 - 赤尾でこ[4]
- キャラクターデザイン - 田中春香[4]
- プロップデザイン - Hue Hey-jung
- 美術監督 - 葛林
- 美術設定 - 高橋麻穂
- 色彩設計 - 宮川はれみ
- CGラインディレクター - 濱村敏郎
- 撮影監督 - 林賢太
- 編集 - 白石あかね
- 音響監督 - 立石弥生[4]
- 音楽 - 宝野聡史、葛西竜之介[4]
- 音楽制作 - ポニーキャニオン、アップドリーム[4]
- 音楽プロデューサー - 澤畠康二、山田公平
- プロデュース - ドリームシフト[4]
- チーフプロデューサー - 川村仁、轟豊太
- プロデューサー - 前田健太、西啓、野島鉄平、岡村武真、小澤文啓、大森慎司、福井詔雄、深谷成輝、内山祐紀、尾山仁康、下梶谷敦、山田公平
- アニメーションプロデューサー - 糀谷智司
- アニメーション制作 - project No.9[4]
- 製作 - 製作委員会も癒されたい。

### 主題歌
「Cherish」
石原夏織によるオープニングテーマ。作詞は磯谷佳江、作曲・編曲はヒゲドライバー。
「聴こえる?」
内田真礼によるエンディングテーマ。作詞は林英樹、作曲・編曲は佐藤純一。

### 各話リスト
| 話数   | 脚本       | 絵コンテ                       | 演出                    | 作画監督 | 総作画監督                       | 初放送日      |
| ------ | ---------- | ------------------------------ | ----------------------- | --- | -------------------------------- | ------------- |
| 第1話  | 赤尾でこ   | 神谷智大                       | ひのたかふみ            | 清水勝祐 斉藤和也 Hue Hye-Jang 中島美子 森山剛史                                                                 | 山田勝                           | 2022年 4月7日 |
| 第2話  | 藤尾いなほ | 吉川浩司 竹内光                | 矢野孝典                | Hue Hye-Jang Jang Young-Sun                                                                                      | Hue Hye-Jang                     | 4月14日       |
| 第3話  | 篠塚智子   | 臼井文明                       | 加藤顕                  | 川森昇 今里佳子 清水勝祐 波風立志 趙清雲 陳潔瓊                                                                  | 橋口隼人 山田勝                  | 4月21日       |
| 第4話  | 小森さじ   | 齋藤徳明                       | 山内東生雄              | 手島勇人 王敏 姜智慧 劉冬冬 李偉峰                                                                               | Hue Hye-Jang 橋口隼人            | 4月28日       |
| 第5話  | 赤尾でこ   | 高本宜弘                       | 今泉竜太                | tofu 加藤義貴 上赤由香里 川本和隆 清水椋大 鈴木莉乃 高梨友美 中川実 服部未夢 早川元基 矢田起也                   | 山田勝 森山剛史                  | 5月5日        |
| 第6話  | 小森さじ   | 黒瀬大輔                       | 黒瀬大輔                | Chang Bum-Chul 中島美子 川森昇 清水勝祐 ひのたかふみ                                                             | Chang Bum-Chul 早乙女啓          | 5月12日       |
| 第7話  | 藤尾いなほ | 中山岳洋                       | 加藤顕                  | 内野明雄 波風立志                                                                                                | 橋口隼人 Chang Bum-Chul 早乙女啓 | 5月19日       |
| 第8話  | 篠塚智子   | 齋藤徳明 吉川浩司 竹内光       | 矢野孝典                | Hue Hye-Jang | Hue Hye-Jang                     | 5月26日       |
| 第9話  | 篠塚智子   | 三宅和男 臼井文明 ひのたかふみ | 山内東生雄 ひのたかふみ | 清水勝祐 斉藤和也 中島美子 吉岡丈雄 堀田翔一 川森昇                                                              | 山田勝 森山剛史                  | 6月2日        |
| 第10話 | 藤尾いなほ | 齋藤徳明 吉川浩司 竹内光       | 今泉竜太 藤野陽介       | 高梨友美 鈴木莉乃 紫灯珈 tofu 今泉竜太 中川実 服部未夢 川本和隆 上赤由香里 清水椋大 矢田起也 福田さつき 早川元基 | 橋口隼人 早乙女啓                | 6月9日        |
| 第11話 | 小森さじ   | 齋藤徳明                       | 矢野孝典                | Hue Hye-Jang Chang Bum-Chul                                                                                      | Hue Hye-Jang Chang Bum-Chul      | 6月16日       |
| 第12話 | 赤尾でこ   | 吉川浩司 竹内光                | 加藤顕                  | Hue Hye-Jang 森出剛 川森昇 中島美子 清水勝祐 森山剛史 斉藤和也 ひのたかふみ                                      | 山田勝 Hue Hye-Jang 早乙女啓     | 6月23日       |

### 放送局
| 放送期間                | 放送時間                     | 放送局   | 対象地域 | 備考                                            |
| ----------------------- | ---------------------------- | -------- | -------- | ----------------------------------------------- |
| 2022年4月7日 - 6月23日  | 木曜 21:00 - 21:30           | AT-X     | 日本全域 | 製作参加 / CS放送 / 字幕放送 / リピート放送あり |
|                         | 木曜 22:00 - 22:30           | TOKYO MX | 東京都   |                                                 |
| 2022年4月10日 - 6月26日 | 日曜 0:30 - 1:00（土曜深夜） | BS日テレ | 日本全域 | 製作参加 / BS放送 / 『アニメにむちゅ〜』枠      |
| 2022年4月13日 - 6月29日 | 水曜 0:30 - 1:00（火曜深夜） | BSフジ   | 日本全域 | 製作参加 / BS/BS4K放送 / 『アニメギルド』枠     |

| 配信開始日            | 配信時間                     | 配信サイト |
| --------------------- | ---------------------------- | --- |
| 2022年4月7日          | 木曜 22:30 更新              | J:COMオンデマンド みるプラス |
| 2022年4月13日         | 水曜 0:00（火曜深夜） 更新   | dアニメストア |
| 2022年4月14日         | 木曜 21:00 更新              | ニコニコチャンネル |
|                       | 木曜 21:00 - 21:30           | ニコニコ生放送 |
| 2022年4月14日以降順次 | 木曜 21:00 以降順次更新      | Amazon Prime Video U-NEXT アニメ放題 TELASA イッツコムオンデマンド バンダイチャンネル Hulu ムービーフルPlus Ongenムービー ABEMAビデオ FOD ひかりTV Rakuten TV ビデオマーケット Google Play YouTube HAPPY!動画 クランクイン！ビデオ マンガUP! |
| 2022年4月22日         | 金曜 0:30 - 1:00（木曜深夜） | ABEMA |

### BD / DVD
| 巻 | 発売日        | 収録話         | 規格品番  | 規格品番  |
| 巻 | 発売日        | 収録話         | BD限定版  | DVD限定版 |
| -- | ------------- | -------------- | --------- | --------- |
| 1  | 2022年7月29日 | 第1話 - 第4話  | KWXA-2746 | KWBA-2749 |
| 2  | 2022年8月26日 | 第5話 - 第8話  | KWXA-2747 | KWBA-2750 |
| 3  | 2022年9月30日 | 第9話 - 第12話 | KWXA-2748 | KWBA-2751 |

### Webラジオ
『社畜さんは幼女幽霊に癒されたい。はなまるラジオ』は、2022年4月7日から同年9月15日までニコニコチャンネルのベルガモ幼女チャンネルより配信されたWebラジオ。毎週木曜日23時更新。同年7月以降より第1・第3木曜日更新。YouTubeベルガモチャンネルでも無料版が期間限定で配信される。パーソナリティは幽霊ちゃん役の日高里菜と伏原さん役の金元寿子とみゃーこ役の小原好美。